# 田上真澄
田上 真澄（たのうえ ますみ、1981年5月10日 - ）は、日本の女性フリーアナウンサー。NHK鹿児島放送局の元契約キャスター。

## 来歴
福岡県北九州市出身。
2005年にNHK鹿児島放送局に契約キャスターとして入局。同局では、主に夕方や金曜20時台の地域情報番組のキャスターを担当した。
入局10年となる2015年3月に退局。同年4月以降は、NHK鹿児島放送局の番組にも引き続き出演しながら鹿児島読売テレビのローカルワイド番組にもリポーターとして出演している、ただし一部担当番組は2024年3月までの出演となる。

## 人物
趣味は外出、ツーリング。

## 現在の出演番組
NHK鹿児島放送局 (外部出演者）
鹿児島読売テレビ
- かごピタ→かごピタFAMILIAR（2015年4月 - ）[4]

## 過去の出演番組
NHK鹿児島放送局時代
- さきどり!情報かごしま
  - 17時台メインキャスター（2005年度）
  - メインキャスター（2006年4月 - 10月27日の番組終了まで平原沖恵と一週交代で18時台にも出演）
- 情報WAVEかごしま
  - メインキャスター（2006年10月30日 - 2008年3月、平原沖恵と一週交替で出演）
  - まちかど中継・リポーター（2008年4月 - 不明）
  - かごしま一番星（退局後も外部出演者として[5]2024年3月まで出演）
- かごしま大作戦
  - メインMC（2008年4月 - 2015年3月18日）[5]
  - ラジオも!大作戦  (NHK-FM放送（鹿児島県域）、不定期17:20 - ）[6]
  - 情報WAVEも!大作戦（毎月1回・情報WAVEかごしま内で放送）[6]
  - インターネットも!大作戦（インターネットコンテンツ）[6]
- NHK鹿児島放送局・開局80周年記念番組「まるごと鹿児島 80年分てんこ盛り!」（2015年10月25日）
  - 復活!かごしま大作戦[7]
- 今夜も生でさだまさし〜薩摩!揚げあげナイト〜（2012年2月26日＝25日深夜）
  - キャスターゲスト
- きん☆すた （NHK福岡放送局製作の九州・沖縄ブロック向け地域情報番組）
  - 『スゴ旅』鹿児島県担当

鹿児島讀賣テレビ
- ユメイロ＠ネット（2015年4月 - 2024年3月）

μFM
- Winter Gift Selection（2015年12月31日）
- あさCafe（2019年7月 - 2024年3月）